# Draft 2016 de la NFL
2015 2017
La draft 2016 de la NFL est la 81e draft de la National Football League, permettant aux franchises de football américain de sélectionner des joueurs universitaires éligibles pour jouer professionnels.
La draft a lieu du 28 avril au 30 avril 2016, pour la seconde fois à l'Auditorium Theatre (en) de Chicago (Illinois) et non plus, comme il était coutume, au Radio City Music Hall de New York.

## Contexte
Les Titans du Tennessee ont originellement le premier choix mais l'échangent au profit des Rams de Los Angeles. Le premier choix n'a été échangé avant la draft qu'à quatre reprises au cours de l’histoire :
- En 1990, les Falcons ont échangé leur premier choix avec les Colts ; Indianapolis a sélectionné le QB Jeff George.
- En 1995, les Panthers ont échangé leur premier choix avec les Bengals ; Cincinnati a sélectionné le RB Ki-Jana Carter.
- En 1997, les Jets ont échangé leur premier choix avec les Rams ; Les Rams avaient sélectionné l’OT Orlando Pace, qui a été élu au Hall Of Fame cette année.
- En 2001, les Chargers ont échangé leur premier choix avec les Falcons ; Atlanta a sélectionné le QB Michael Vick.

## Draft
La Draft se compose de 7 tours ayant, généralement, chacun 32 choix. L'ordre de sélection est décidé par le classement général des équipes durant la saison précédente ; l'équipe ayant eu le moins de victoires va donc obtenir le premier choix de draft et ainsi de suite jusqu'au gagnant du Super Bowl. Les équipes peuvent échanger leurs choix, modifiant ainsi l'ordre final.
Les équipes peuvent enfin recevoir des choix compensatoires. Ces choix sont à la fin des tours et il n'est pas possible pour les équipes de les échanger. Les choix compensatoires sont remis aux équipes ayant perdu plus de joueurs (et de meilleure qualité) qu'ils en ont signés durant la période d'agent libre.
- ° : Intronisé au Pro Football Hall of Fame
- † : Joueur sélectionné pour le Pro Bowl

### 1ertour
| Choix | Équipe                        | Joueur             | Poste            | Équipe universitaire                    | Notes                                                                                  |
| ----- | ----------------------------- | ------------------ | ---------------- | --------------------------------------- | -------------------------------------------------------------------------------------- |
| 1     | Rams de Los Angeles           | Jared Goff †       | Quarterback      | Golden Bears de la Californie           | Échange #13 pour #1 avec les Titans                                                    |
| 2     | Eagles de Philadelphie        | Carson Wentz †     | Quarterback      | Bison de North Dakota State             | Échange #13 pour #8 avec les Dolphins ensuite #8 pour #2 avec les Browns de Cleveland. |
| 3     | Chargers de San Diego         | Joey Bosa †        | Defensive end    | Buckeyes d'Ohio State                   |                                                                                        |
| 4     | Cowboys de Dallas             | Ezekiel Elliott †  | Running back     | Buckeyes d'Ohio State                   |                                                                                        |
| 5     | Jaguars de Jacksonville       | Jalen Ramsey †     | Cornerback       | Seminoles de Florida State              |                                                                                        |
| 6     | Ravens de Baltimore           | Ronnie Stanley †   | Offensive tackle | Fighting Irish de Notre Dame            |                                                                                        |
| 7     | 49ers de San Francisco        | DeForest Buckner † | Defensive end    | Ducks de l'Oregon                       |                                                                                        |
| 8     | Titans du Tennessee           | Jack Conklin       | Offensive tackle | Spartans de Michigan State              | Échange #2 pour #8 avec les Eagles                                                     |
| 9     | Bears de Chicago              | Leonard Floyd      | Linebacker       | Bulldogs de la Géorgie                  |                                                                                        |
| 10    | Giants de New York            | Eli Apple          | Cornerback       | Buckeyes d'Ohio State                   |                                                                                        |
| 11    | Buccaneers de Tampa Bay       | Vernon Hargreaves  | Cornerback       | Gators de la Floride                    |                                                                                        |
| 12    | Saints de La Nouvelle-Orléans | Sheldon Rankins    | Defensive tackle | Cardinals de Louisville                 |                                                                                        |
| 13    | Dolphins de Miami             | Laremy Tunsil †    | Offensive tackle | Rebels d'Ole Miss                       | Échange #8 pour #13 avec les Eagles                                                    |
| 14    | Raiders d'Oakland             | Karl Joseph        | Safety           | Mountaineers de la Virginie-Occidentale |                                                                                        |
| 15    | Browns de Cleveland           | Corey Coleman      | Wide receiver    | Bears de Baylor                         | Échange #1 pour #15 avec les Rams                                                      |
| 16    | Lions de Détroit              | Taylor Decker †    | Offensive tackle | Buckeyes d'Ohio State                   |                                                                                        |
| 17    | Falcons d'Atlanta             | Keanu Neal †       | Safety           | Gators de la Floride                    |                                                                                        |
| 18    | Colts d'Indianapolis          | Ryan Kelly †       | Centre           | Crimson Tide de l'Alabama               |                                                                                        |
| 19    | Bills de Buffalo              | Shaq Lawson        | Defensive end    | Tigers de Clemson                       |                                                                                        |
| 20    | Jets de New York              | Darron Lee         | Linebacker       | Buckeyes d'Ohio State                   |                                                                                        |
| 21    | Texans de Houston             | Will Fuller        | Wide receiver    | Fighting Irish de Notre Dame            | Echange avec les Redskins                                                              |
| 22    | Redskins de Washington        | Josh Doctson       | Wide receiver    | Horned Frogs de TCU                     | Echange avec les Texans                                                                |
| 23    | Vikings du Minnesota          | Laquon Treadwell   | Wide receiver    | Rebels d'Ole Miss                       |                                                                                        |
| 24    | Bengals de Cincinnati         | William Jackson    | Cornerback       | Cougars de Houston                      |                                                                                        |
| 25    | Steelers de Pittsburgh        | Artie Burns        | Cornerback       | Hurricanes de Miami                     |                                                                                        |
| 26    | Broncos de Denver             | Paxton Lynch       | Quarterback      | Tigers de Memphis                       |                                                                                        |
| 27    | Packers de Green Bay          | Kenny Clark †      | Defensive tackle | Bruins de l'UCLA                        |                                                                                        |
| 28    | Chiefs de Kansas City         | Joshua Garnett     | Offensive guard  | Cardinal de Stanford                    |                                                                                        |
| 29    | Cardinals de l'Arizona        | Robert Nkemdiche   | Defensive tackle | Rebels d'Ole Miss                       |                                                                                        |
| 30    | Panthers de la Caroline       | Vernon Butler      | Defensive tackle | Bulldogs de Louisiana Tech              |                                                                                        |
| 31    | Seahawks de Seattle           | Germain Ifedi      | Offensive tackle | Aggies de Texas A&M                     |                                                                                        |

L'ordre originel du premier tour de la draft 2016 est connu à l'issue de la saison 2016. Exceptionnellement, ce tour est composé de 31 choix de draft ; à la suite du Deflategate, les Patriots sont en effet sanctionnés par les instances de la ligue et se voient retirer leur premier tour (30e choix).

### Joueurs notables sélectionnés dans les tours suivants
| Choix | Équipe                             | Joueur                | Poste            | Équipe universitaire              | Notes                                   |
| ----- | ---------------------------------- | --------------------- | ---------------- | --------------------------------- | --------------------------------------- |
| 34    | Cowboys de Dallas                  | Jaylon Smith †        | Linebacker       | Fighting Irish de Notre Dame      |                                         |
| 37    | Chiefs de Kansas City              | Chris Jones †         | Defensive tackle | Bulldogs de Mississippi State     |                                         |
| 38    | Dolphins de Miami                  | Xavien Howard †       | Cornerback       | Bears de Baylor                   | échangé avec les Jaguars via les Ravens |
| 45    | Titans du Tennessee                | Derrick Henry †       | Running back     | Crimson Tide de l'Alabama         | échangé avec les Rams                   |
| 47    | Saints de La Nouvelle-Orléans      | Michael Thomas †      | Wide receiver    | Buckeyes d'Ohio State             |                                         |
| 52    | Falcons d'Atlanta                  | Deion Jones †         | Linebacker       | Tigers de LSU                     | échangé avec les Texans                 |
| 56    | Bears de Chicago                   | Cody Whitehair †      | Offensive guard  | Wildcats de Kansas State          | échangé avec les Seahawks               |
| 62    | Panthers de la Caroline            | James Bradberry †     | Cornerback       | Bulldogs de Samford               |                                         |
| 64    | Titans du Tennessee                | Kevin Byard †         | Safety           | Blue Raiders de Middle Tennessee  |                                         |
| 69    | Jaguars de Jacksonville            | Yannick Ngakoue †     | Defensive end    | Terrapins du Maryland             |                                         |
| 78    | Patriots de la Nouvelle-Angleterre | Joe Thuney †          | Offensive guard  | Wolfpack de North Carolina State  | échangé avec les Saints                 |
| 79    | Eagles de Philadelphie             | Isaac Seumalo †       | Centre           | Beavers d'Oregon State            |                                         |
| 81    | Falcons d'Atlanta                  | Austin Hooper †       | Tight end        | Tigers de LSU                     |                                         |
| 89    | Steelers de Pittsburgh             | Javon Hargrave †      | Defensive tackle | Bulldogs de South Carolina State  |                                         |
| 98    | Broncos de Denver                  | Justin Simmons †      | Safety           | Eagles de Boston College          |                                         |
| 99    | Browns de Cleveland                | Joe Schobert †        | Linebacker       | Badgers du Wisconsin              |                                         |
| 111   | Lions de Détroit                   | Miles Killebrew †     | Safety           | Thunderbirds de Southern Utah     |                                         |
| 117   | Rams de Los Angeles                | Pharoh Cooper (en) †  | Wide receiver    | Gamecocks de la Caroline du Sud   | échangé avec les Bills via les Bears    |
| 135   | Cowboys de Dallas                  | Dak Prescott †        | Quarterback      | Bulldogs de Mississippi State     |                                         |
| 146   | Ravens de Baltimore                | Matthew Judon †       | Linebacker       | Lakers de Grand Valley State (en) | échangé avec les Jaguars                |
| 150   | Bears de Chicago                   | Jordan Howard †       | Running back     | Hoosiers de l'Indiana             |                                         |
| 165   | Chiefs de Kansas City              | Tyreek Hill †         | Wide receiver    | Tigers de West Alabama (en)       |                                         |
| ND    | Rams de Los Angeles                | Cory Littleton (en) † | Linebacker       | Huskies de Washington             |                                         |
| ND    | Titans du Tennesse                 | Aldrick Rosas †       | Kicker           | Raiders de Southern Oregon (en)   |                                         |
| ND    | Buccaneers de Tampa Bay            | Luke Rhodes †         | Long snapper     | Tribe de William & Mary           |                                         |
| ND    | Vikings du Minnesota               | C. J. Ham †           | Fullback         | Vikings d'Augustana               |                                         |